# Spelling Van Ophuijsen
De Spelling Van Ophuijsen werd gebruikt als de standaard spelling van de Indonesische taal van 1901 tot 1947. Voordat de Spelling Van Ophuijsen van kracht was, werd het Maleis (en dus ook het Indonesisch) in het Nederlands-Indië (nu Indonesië) geschreven met het Jawischrift. In 1947 werd de Spelling Van Ophuijsen vervangen door de Republikeinse Spelling.

## Geschiedenis
Prof. Charles A. van Ophuijsen, die de spelling bedacht, was een Nederlandse taalkundige en een voormalig inspecteur in een school in Bukittinggi. Hij werd professor van de Maleise taal aan de Universiteit Leiden. Samen met twee inheemse assistenten, Engku Nawawi en Mohammed Taib Sultan Ibrahim, publiceerde hij de nieuwe spelling in Kitab Logat Malajoe: Woordenlijst voor Spelling der Maleische Taal in 1901 en een tweede boek, Maleisisch Spraakkunst, in 1910. Laatstgenoemde werd vertaald door T.W. Kamil in Tata Bahasa Melayu in 1983 en werd de belangrijkste leidraad voor de spelling en het gebruik van de Maleise taal in Indonesië.

## Kenmerken
De Spelling Van Ophuijsen werd uitgebreid gemodelleerd op de Nederlandse spelling, zogenaamd om de uitspraak en het begrijpen van Maleisische en Indonesische woorden makkelijker te maken voor de Nederlandse koloniale autoriteiten. Derhalve gebruikte de Spelling Van Ophuijsen de Nederlandse variant van het Latijns alfabet die de Nederlandse fonologie uit die tijd weerspiegelde. Een aantal kenmerken van deze spelling waren:
- De digraaf dj werd gebruikt om [dʒ]? te schrijven, bijvoorbeeld djari.
- De digraaf tj werd gebruikt om [tʃ]? te schrijven, bijvoorbeeld tjutji.
- De letter j werd gebruikt om [j]? te schrijven, bijvoorbeeld jang, pajah en sajang.
- De digraaf nj werd gebruikt om [ɲ]? te schrijven, bijvoorbeeld njamuk.
- De digraaf sj werd gebruikt om [ʃ]? te schrijven, bijvoorbeeld sjarat.
- De digraaf ch werd gebruikt om [x]? te schrijven, bijvoorbeeld achir.
- De digraaf oe werd gebruikt om [u]? te schrijven, bijvoorbeeld goeroe, itoe en oemoer.
- Een apostrof werd gebruikt om de glottisslag [ʔ]? te schrijven, bijvoorbeeld ma'moer, ’akal, ta’ en pa’.
- Een trema, bijvoorbeeld ä, ë, ï en ö, werd gebruikt aan te geven dat een klinker werd uitgesproken als een volledige lettergreep en niet als een tweeklank (ai [ai̯]?, au [au̯]? en oi [oi̯]?), bijvoorbeeld dinamaï (uitgesproken als [dinamai]?, en niet [dinamai̯]?).